# 东坑镇 (陆河县)
东坑镇是广东省汕尾市陆河县下属的一个镇，地处汕尾市北部山区，系榕江水系发源地。镇域面积78平方公里，下辖13个村委会，66个村民小组，人口约2.6万人。

## 行政区划
东坑镇下辖以下村级行政区划单位
共光村、竹园村、新东村、东坑村、富口村、榕江村、福新村、高树坪村、大路村、大溪村、大新村、石塔村和丰田村。